# Winona (Kansas)
Winona è un comune degli Stati Uniti d'America, situato nello Stato del Kansas, nella contea di Logan.